# 薛·域陀
荷西·域陀·迪蘇沙·杜斯山度士（José Victor de Souza dos Santos，通稱Zé Victor，1990年3月8日－），生於巴西里約熱內盧特里溫福，巴西足球運動員，司職防守中場，現時自由身。

## 球會生涯
域陀生於巴西里約熱內盧特里溫福，於當地球會費堡圭倫斯展開球員生涯，期間於2013年5月外借到馬卡埃，至9月回歸費堡圭倫斯，2016年更協助球會首度奪得里約熱內盧州盃冠軍。
2017年1月，域陀轉會到沙瑞拉馬卡恩斯，2017年夏天加盟新組成的港超聯球會理文，並即在9月24日對R&F富力的高級組銀牌首圈取得加盟後的首個入球，最終協助理文以2–1擊敗對手，順利晉級。

## 球場以外
域陀獲不少球迷認為他是港版簡迪，但他最喜歡的球員是前巴西國家隊和曼聯球員基巴臣，因為域陀很喜歡基巴臣的足球風格，並視他並視他為學習對象。

## 球會榮譽
港聯
- 香港賀歲盃冠軍（2018年）

費堡圭倫斯
- 里約熱內盧州盃冠軍（英语：Copa Rio (state cup)）（2016年）

## 外部連結
- 香港足球總會網頁球員註冊資料 （页面存档备份，存于）
- Transfermarkt （页面存档备份，存于）
- Soccerway資料庫 （页面存档备份，存于）